# Cadavres (film)
Pour les articles homonymes, voir Cadavres.
Pour plus de détails, voir Fiche technique et Distribution.
Cadavres est un film québécois réalisé par Érik Canuel, sorti le 20 février 2009.
Le film est inspiré de l'ouvrage éponyme de François Barcelo.

## Synopsis
Au retour d'une beuverie dans un tripot, Raymond, qui tient le volant d'une main, abat de l'autre sa mère ivrogne et jette le corps dans un fossé. Repentant, le vaurien appelle au téléphone sa sœur Angèle, une actrice qu'il n'a pas vue depuis dix ans, afin qu'elle l'aide à retrouver le cadavre. Mais le cadavre qu'ils ramènent dans la maison familiale en ruines n'est pas celui de leur mère. Commence alors pour le frère et la sœur, à couteaux tirés tout en étant très attirés l'un par l'autre, une série noire impliquant deux gangsters aux abois, deux dealers givrés, un agent d'artistes retors, un flic affreusement bête et une horde de cochons.

## Fiche technique
Sources : IMDb et Films du Québec
- Titre original : Cadavres
- Réalisation : Érik Canuel
- Scénario : Benoît Guichard, d'après le roman éponyme de François Barcelo
- Musique : Michel Corriveau (en)
- Direction artistique : Lyne Chénier
- Conception visuelle : Jean Bécotte
- Costumes : Monic Ferland
- Maquillage : Colleen Quinton
- Coiffure : Johanne Paiement
- Photographie : Bernard Couture (en)
- Son : Mario Auclair, Christian Rivest, Sylvain Lefebvre, Michel Gauvin
- Montage : Jean-François Bergeron (en)
- Production : Pierre Gendron et Christian Larouche (en)
- Société de production : Zoofilms
- Société de distribution : Les Films Séville
- Budget : 3,9 millions $ CA
- Pays de production :  Canada
- Tournage : dans la région montréalaise du 27 mars au 8 mai 2007
- Langue originale : français
- Format : couleur — 1,78:1
- Genre : comédie noire, thriller
- Durée : 117 minutes
- Dates de sortie :
  - Canada : 
    - 18 février 2009 (première lors de la soirée d'ouverture de la 27e édition des Rendez-vous du cinéma québécois)
    - 20 février 2009 (sortie en salle au Québec)
    - 21 juillet 2009 (DVD)
- Classification :
  - Québec : 16 ans et plus (Érotisme  Violence)[2]

## Distribution
- Patrick Huard : Raymond Marchildon
- Julie Le Breton : Angèle Marchildon (Pontbriand)
- Sylvie Boucher : Solange Marchildon, la mère
- Christian Bégin : agent Robert Pilon
- Christopher Heyerdahl : Paulo
- Marie Brassard : Paulette
- Patrice Robitaille : Jos-Louis
- Hugolin Chevrette : Rocky
- Gilles Renaud : Ronald Maisonneuve, le producteur
- Marie-Josée Godin : Lucette